# Göran Stendahl
Axel Göran Stendahl, född 16 april 1919 i Göteborg, död 24 juni 2002 i Malmö, var en svensk arkitekt.

## Biografi
Stendahl, som var son till arkitekt Gerdt Stendahl och Sigrid Genberg, utexaminerades från Chalmers tekniska högskola 1943 och från Kungliga Konsthögskolan 1950. Han var anställd på arkitektkontor i Göteborg 1943–1945, i Stockholm 1946–1949, i Zürich 1947, på stadsplanekontoret i Göteborg 1949–1952, assistent vid Chalmers tekniska högskola 1950–1952, lektor i byggnadsutformning samt institutionsföreståndare på tekniska gymnasiet i Malmö från 1952 och bedrev egen arkitektverksamhet från 1953.
Stendahl var läroplansexpert i gymnasieutredningen 1964 samt ledamot av taxeringsnämnd och fastighetstaxeringsnämnd från 1964. Han ritade bland annat Nydala centrum i Malmö, stadshotell i Trelleborg, ett flertal bostadsområden, ålderdomshem, kommunalhus, pensionärshem och Folkets hus. Han skrev Bostadstävlan (1951), Kronhusets byggnadshistoria (1951) samt tidskriftsartiklar i fackämnen.
Stendahl är begravd på Limhamns kyrkogård.